# Megacoelini
Los megacoelinos (Megacoelini) son una  tribu de coleópteros polífagos crisomeloideos de la familia Cerambycidae.

## Géneros
Tiene los siguientes géneros:
- Aphelogaster Kolbe, 1894
- Megacoelus Lacordaire, 1869